# Saint-Pierre (Libramont-Chevigny)
Saint-Pierre, Saint-Pierre-en-Ardenne – dzielnica (section) gminy Libramont-Chevigny w Belgii, w Regionie Walońskim, w prowincji Luksemburg, w okręgu Neufchâteau. 1 stycznia 2020 roku liczyła 1788 mieszkańców. Do 31 grudnia 1976 r. samodzielna gmina. 

## Demografia
Liczba mieszkańców, stan na 1 stycznia:
| Rok                | 1930 | 1947 | 1961 | 2020 |
| ------------------ | ---- | ---- | ---- | ---- |
| Liczba mieszkańców | 581  | 537  | 482  | 1788 |